# Хроника Холодной войны (1949 год)
Хронология Холодной войны
- 1943
- 1944
- 1945
- 1946
- 1947
- 1948
- 1949
- 1950
- 1951
- 1952
- 1953
- 1954
- 1955
- 1956
- 1957
- 1958
- 1959
- 1960
- 1961
- 1962
- 1963
- 1964
- 1965
- 1966
- 1967
- 1968
- 1969
- 1970
- 1971
- 1972
- 1973
- 1974
- 1975
- 1976
- 1977
- 1978
- 1979
- 1980
- 1981
- 1982
- 1983
- 1984
- 1985
- 1986
- 1987
- 1988
- 1989
- 1990
- 1991

- 5—8 января: По приказу Сталина образован Совет экономической взаимопомощи (СЭВ).
- 4 апреля: Бельгией, Канадой, Данией, Францией, Исландией, Италией, Люксембургом, Нидерландами, Норвегией, Португалией, Соединённым Королевством и Соединёнными Штатами, чтобы противостоять коммунистической экспансии, основана Организация Североатлантического договора (НАТО).
- 11 мая: Советская блокада Берлина заканчивается открытием подъездных путей к Берлину. Переброска по воздуху западной гуманитарной помощи продолжается до сентября на случай, если советские войска восстановят блокаду. Как утверждает историк Лестер Брюн: «Москва осознала, что блокада не увенчалась успехом — она сблизила западные державы, а не разделила их. Кроме того, ответные меры Запада нанесли значительный ущерб  экономике Восточной Германии и других советских сателлитов».
- 23 мая: В Германии Бизония сливается с французской зоной контроля, образуя Федеративную Республику Германия со столицей в Бонне.
- 29 августа: Советский Союз испытал свою первую атомную бомбу. Испытание, названное американцами как «Джо-1», проходит успешно, Советский Союз становится второй в мире ядерной державой.
- 13 сентября: СССР накладывает вето на членство в Организации Объединённых Наций Цейлона, Финляндии, Исландии, Италии, Иордании и Португалии.
- 15 сентября: Конрад Аденауэр становится первым канцлером Федеративной Республики Германии.
- 1 октября: Мао Цзэдун провозглашает основание Китайской Народной Республики, добавляя четверть мирового населения в коммунистический лагерь.
- 7 октября: СССР объявляют свою оккупационную зону Германии Германской Демократической Республикой со столицей в Восточном Берлине.
- 16 октября: Никос Захариадис, лидер Коммунистической партии Греции, объявляет о прекращении вооружённого восстания. Декларация Захариадиса завершает гражданскую войну в Греции и знаменует собой первое успешное сдерживание коммунизма от захвата власти в послевоенном мире.
- 27 декабря: Нидерланды признают суверенитет Соединённых Штатов Индонезии после голландско-индонезийской конференции за круглым столом, на которой военный лидер Сукарно объявлен первым президентом образованного федеративного государства.